# Cyartonema
Genre
Espèces de rang inférieur
- Cyartonema doris Tchesunov, 1989
- Cyartonema elegans Jayasree & Warwick, 1977
- Cyartonema flexile Cobb, 1920
- Cyartonema germanicum Juario, 1972
- Cyartonema minor Nguyen & Gagarin, 2016
- Cyartonema parvulum Tchesunov, 1989
- Cyartonema roervikensis (Allgén, 1946) Juario, 1972
- Cyartonema tenuicauda (Allgén, 1933) Juario, 1972
- Cyartonema zosterae (Allgén, 1929) Juario, 1972

Synonymes
Southernia Allgén, 1929
Cyartonema est un genre de nématodes chromadorés de l'ordre des Desmoscolecida et de la famille des Cyartonematidae.
Le site de taxinomie du  National Center for Biotechnology Information (NCBI) considère quant-à lui qu'il y a un classement incertain (incertae sedis) parmi l'ordre des Monhysterida du genre Cyartonema.